# ガンエフェクト
ガンエフェクト（Gun effect）とは、舞台演劇、映画、テレビ等で銃器を使用した演出の俗称。特殊効果とも称する。

## 概要
舞台、映画、テレビの演劇中に銃器を使用する場面が存在する場合、人を撃つ場面だけに限らず、物を撃つような場合でも事故防止の為に実弾を発射するような事はほとんどない。
よって劇の中であたかも実弾が使用されたような演出効果を実現するために用いる手法をガンエフェクトと呼ぶ。これは本物の銃器類（実銃）の一般所持、使用を認められている国（米国等）においても前述の通り、実弾を使用しない表現が必要とされるための専門技術が発達し、ガンエフェクトとして確立されている。
特に銃器類の使用について法的に制約の多い日本では独自のガンエフェクトが発達している。
ガンエフェクトの定義の範囲は使用する銃器の他、銃器を使用した事により、血が出る、物が壊れるといった着弾表現についても含まれる。つまり「弾を飛ばすアクション」（射撃表現）と「弾が当たるアクション」（着弾表現）という２つの動きがガンエフェクトの基本である。
なお、俳優が銃器や効果を一切使用せず、演技のみで銃器の使用を表現する事も広義のガンエフェクトとみなす事はできるが、本項では省略する。
近年ではガンエフェクトという用語が定着しつつあり、映画・テレビドラマなどのスタッフロールに「ガンエフェクト：ｘｘｘｘ」と表記されることが多い。

## 射撃表現
- 銃器類
  - ガンエフェクトにおいて使用する銃器類をプロップガンまたはステージガンと呼ぶ。実銃や遊戯銃（モデルガン、エアソフトガン）を使用する事が一般的である。ただし、弾を飛ばさずに作動するような加工や発射時の火焔（マズルフラッシュ)を増大するように加工を施す場合がある。
- 発砲時の効果
  - 発砲した事を観客・視聴者に明確に伝える為に大きな火や射撃音を示す必要があるため、プロップガンは大きなマズルフラッシュが出る場合が多い。舞台や撮影時の事情により火薬等を一切使用せず射撃音のみの音響効果で発砲表現をする事もある。映像の場合、マズルフラッシュをコンピュータグラフィックやスーパーインポーズを使用し火の部分を付け足す事もある。

## 弾着

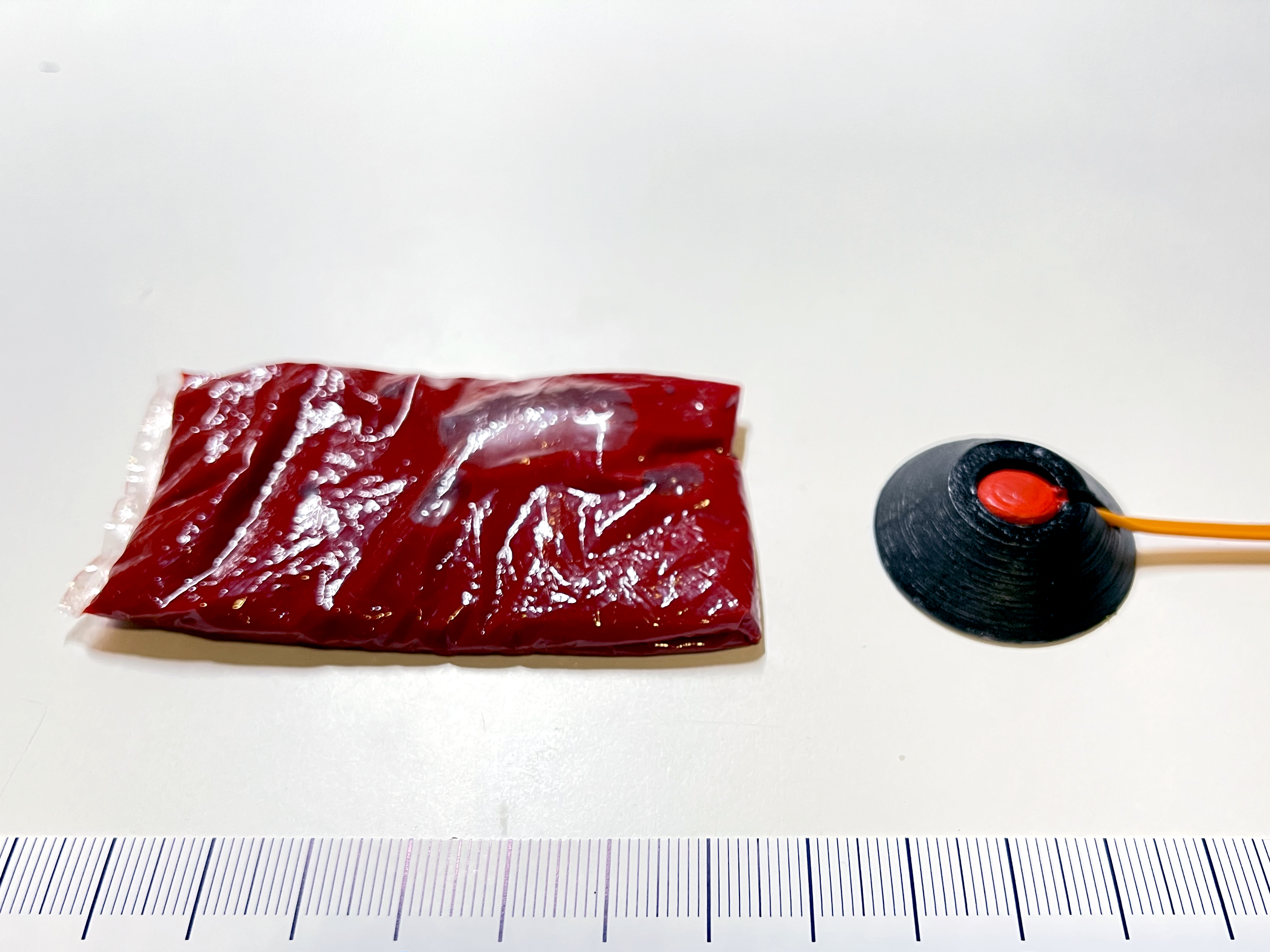
血糊と銃撃を受けたときに破裂させる弾着装置

少量の火薬を炸裂させ、着弾表現を行う機械装置またはその手法を、弾着と呼ぶ。
弾着は出血シーン用の服に仕込む小型回路から機銃掃射を表現するための地面に仕込む大掛かりな物まで様々な大きさ、性能の物が存在する。弾着を作動させる方法は、弾着からスイッチをコードでつないだ有線式、音声や電波を使用する無線式が存在する。

## 着弾表現
- 人体への着弾

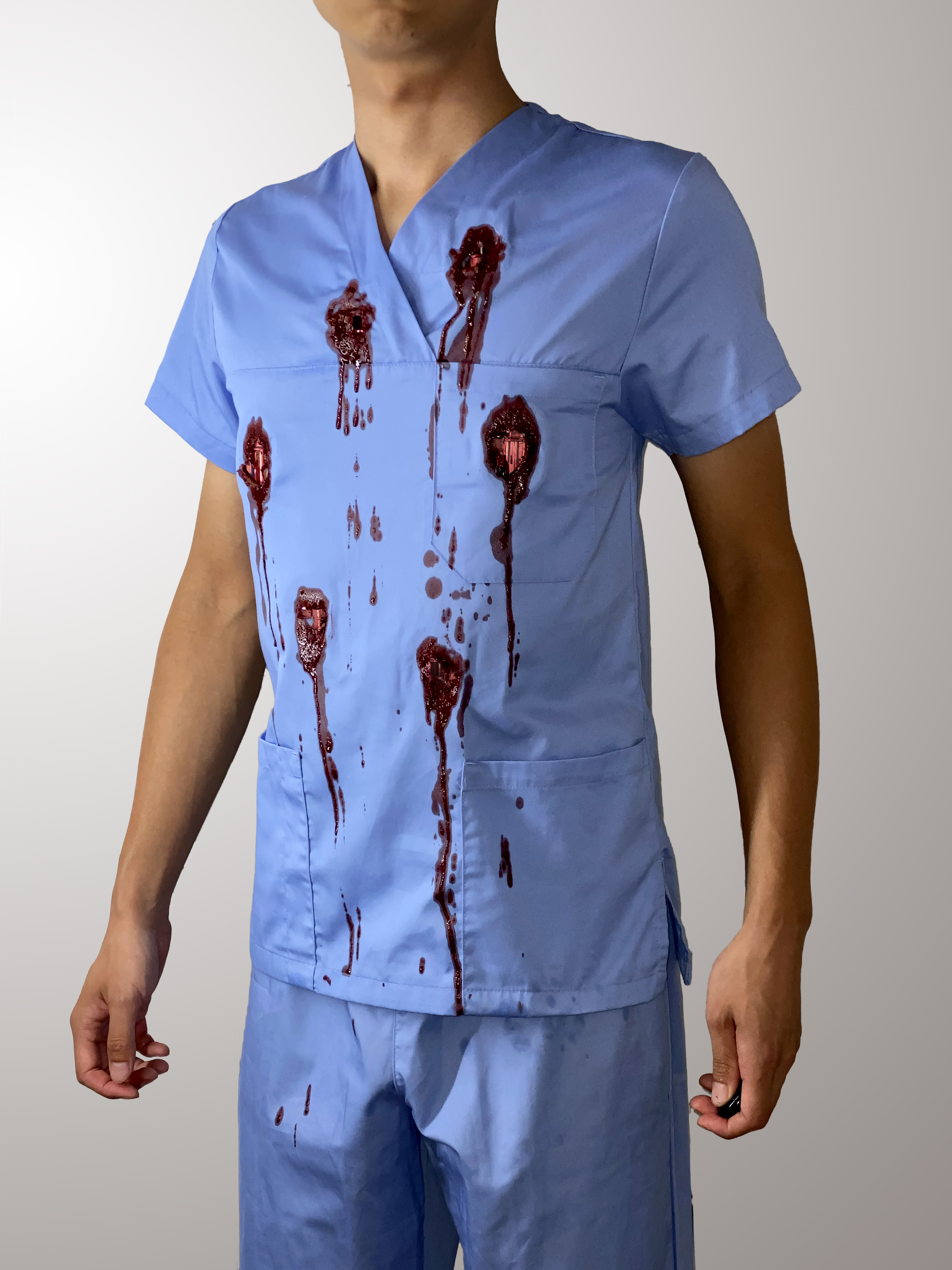
人体への着弾

  - 着弾した部分から服が破れる、血が噴き出すといった効果を血糊を出す弾着を使用したり、観客に見えないように俳優またはスタッフが血糊を付け足す等の手法を用いて表現する。
- 物への着弾
  - 壁や物が壊れる、地面がはじける、着弾による引火で爆発するといった効果の弾着を使用したり、弾が当たったような場面を差し込む等の手法を用いて表現する。